# Christian Carl August Gosch
Christian Carl August Gosch (født 16. november 1832, død 2. juni 1913) var en dansk zoologisk litteraturhistoriker og politisk skribent
Gosch tog 1855 magisterkonferens i zoologi, men opholdt sig senere hen i udlandet og var 1862—1906 attaché ved det danske gesandtskab i London; med stor iver stræbte han her gennem pressen og forskellige pjecer at retlede opfattelsen af det slesvigske spørgsmål. Hans hovedværker er dog Danmarks zoologiske Litteratur (1870—78) og den store biografi J.C. Schiødte (1898-1905), der, til trods for forfatterens meget ensidige sympatier, giver et interessant billede af den danske zoologis historie, navnlig i det 19. århundrede.